# The Joy of Painting
The Joy of Painting è stato un programma televisivo diretto da Sally Schenck e trasmesso per 31 stagioni dalla PBS dal 1983 al 1994. Esso si proponeva di insegnare l'arte della pittura ai propri spettatori. La trasmissione si affermò insieme al conduttore e pittore statunitense Bob Ross. 
In ogni episodio, Ross insegnava ai telespettatori le tecniche per pitturare un panorama, completandone uno per episodio. Il programma, che si ispira al The Magic of Oil Painting, tenuto dal mentore di Bob Ross, Bill Alexander, ha vinto tre Emmy.

## Produzione
Trasmesso da emittenti televisive pubbliche non-commerciali, la prima stagione della serie è stata mandata in onda nel 1983, e inizialmente prodotta da MHz Networks a Falls Church, Virginia, successivamente da WIPB a Muncie, Indiana, e infine dalla WBRA-TV a Roanoke, Virginia. La maggior parte degli episodi è stata diffusa da quella che oggi è l'American Public Television. 

## Formato
Ogni spettacolo durava trenta minuti, con Ross (o un ospite) situato in piedi dinanzi a una tela bianca, su uno sfondo bianco o nero. All'interno del programma, Ross trasformava la tela bianca in un paesaggio immaginario, usando la tecnica della pittura a olio "alla prima", nella quale il pittore stendeva la vernice su altra vernice fresca, senza aspettare si asciugasse. Combinare questo metodo con l'uso di pennelli da due pollici e altri tipi, oltre ai coltelli, gli permetteva di dipingere alberi, corsi d'acqua, nuvole e montagne in pochi secondi.
Ogni dipinto iniziava con dei tratti semplici, che col tempo diventavano sofisticati paesaggi. Ross spiegava passo per passo ogni azione che faceva, istruendo gli spettatori, e aggiungendo dei commenti come «happy little clouds» (piccole nuvole felici) o «happy little trees» (piccoli alberi felici) ai soggetti che stava creando, trasmettendo un'emozione simile all'empatia. 
Ogni episodio è stato girato in tempo reale con due telecamere: una ripresa da distanza media di Ross e della sua tela, e un primo piano della tela o della tavolozza. Alla conclusione di ogni episodio, Ross era ricordato per dire la frase «So, from all of us here, I'd like to wish you happy painting, and God bless, my friend» («Quindi, da tutti noi qui, mi piacerebbe augurarti un felice dipingere, e Dio ti benedica, amico mio»).

## Episodi
| Anno      | Stagione                  | Episodi |
| --------- | ------------------------- | ------- |
| 1983      | Prima stagione            | 13      |
| 1983      | Seconda stagione          | 13      |
| 1984      | Terza stagione            | 13      |
| 1984      | Quarta stagione           | 13      |
| 1985      | Quinta stagione           | 13      |
| 1985      | Sesta stagione            | 13      |
| 1985      | Settima stagione          | 13      |
| 1986      | Ottava stagione           | 13      |
| 1986      | Nona stagione             | 13      |
| 1986      | Decima stagione           | 13      |
| 1986-1987 | Undicesima stagione       | 13      |
| 1987      | Dodicesima stagione       | 13      |
| 1987      | Tredicesima stagione      | 13      |
| 1987-1988 | Quattordicesima stagione  | 13      |
| 1988      | Quindicesima stagione     | 13      |
| 1988      | Sedicesima stagione       | 13      |
| 1989      | Diciassettesima stagione  | 13      |
| 1989      | Diciottesima stagione     | 13      |
| 1990      | Diciannovesima stagione   | 13      |
| 1990      | Ventesima stagione        | 13      |
| 1990      | Ventunesima stagione      | 13      |
| 1991      | Ventiduesima stagione     | 13      |
| 1991      | Ventitreesima stagione    | 13      |
| 1992      | Ventiquattresima stagione | 13      |
| 1992      | Venticinquesima stagione  | 13      |
| 1992-1993 | Ventiseiesima stagione    | 13      |
| 1993      | Ventisettesima stagione   | 13      |
| 1993      | Ventottesima stagione     | 13      |
| 1993      | Ventinovesima stagione    | 13      |
| 1993-1994 | Trentesima stagione       | 13      |
| 1994      | Trentunesima stagione     | 13      |